# Origin of Symmetry
Origin of Symmetry är det andra studioalbumet av den brittiska rockgruppen Muse, utgivet den 17 juli 2001 på Mushroom Records.

## Låtlista
Alla låtar är skrivna av Matthew Bellamy, utom Feeling Good (Anthony Newley och Leslie Bricusse)
1. New Born - 6:03
2. Bliss - 4:12
3. Space Dementia - 6:20
4. Hyper Music - 3:21
5. Plug In Baby - 3:39
6. Citizen Erased - 7:19
7. Micro Cuts - 3:38
8. Screenager - 4:20
9. Darkshines - 4:47
10. Feeling Good - 3:19
11. Futurism - 3:27 (bonuslåt på japanska utgåvan och Itunes)
12. Megalomania - 4:38